# لاوند
لاوند اسم طائفة من  الجنود غير النظاميين العاملين في الأسطول العثماني، بالدولة العثمانية، ولكنه انتشر لاحقًا ليشمل معظم القوات غير النظامية.

## التسمية
قيل بأنه محرف من الكلمة الإيطالية «لفانتينو» التي تعني الشرقي. عظم شأنهم في عهد السلطان بيازيد الثاني.